# Товсте (Волноваський район)
Товсте (до 2025 року — Толстой) — село в Україні, в Комарській сільській територіальній громаді Волноваського району Донецької області.

## Населення
За даними перепису 2001 року населення села становило 176 осіб, із них 53,98 % зазначили рідною мову українську та 36,93 % — російську.